# Strassenbahn Aigle CFF–Aigle Grand Hôtel
| Strassenbahnwagen in der Steigung von 98 ‰ vor dem Grand Hotel | |                                           |                                           |
| | |                                           |                                           |
| Streckenlänge: | 2,02 km |                                           |                                           |
| Spurweite: | 1000 mm (Meterspur) |                                           |                                           |
| Stromsystem: | 650 V = |                                           |                                           |
| Maximale Neigung: | 98 ‰ |                                           |                                           |
| Minimaler Radius: | 25 m |                                           |                                           |
| Streckengeschwindigkeit: | 25 km/h |                                           |                                           |
| | |                                           |                                           |
| Betreiber: | Chemin de fer Aigle-Leysin |                                           |                                           |
| Eröffnung: | 5. Mai 1900 |                                           |                                           |
| Stilllegung: | Pont de la Grande-Eau–Grand Hôtel: 31. August 1932 Die Strecke Aigle CFF–Pont de la Grande-Eau ist heute noch in Betrieb als Teil der Aigle–Leysin-Bahn |                                           |                                           |
| Abbruch: | 1945 |                                           |                                           |
| \| \| \| \| \| \| \| \| von Le Sépey (ASD ab 1913) \| \| \| \| \| von Ollon (AOMC ab 1907) \| \| \| \| \| von Brig (JS ab 1878, SBB seit 1902) \| \| \| \| 0,0 \| Aigle JS \| 404 m ü. M. \| \| \| \| nach Lausanne (JS ab 1878, SBB seit 1902) \| \| \| \| 0,6 \| Place du Centre \| Place du Centre \| \| \| \| Pont de la Grande-Eau \| \| \| \| \| zum Depot, nach Leysin \| \| \| \| 1,3 \| Parqueterie \| Parqueterie \| \| \| 1,9 \| Grand Hôtel Aigle \| 481 m ü. M. \| | |                                           |                                           |
| | |                                           |                                           |
| U-Bahn-Strecke | | von Le Sépey (ASD ab 1913)                | von Le Sépey (ASD ab 1913)                |
| U-Bahn-Abzweig geradeaus und von links | | von Ollon (AOMC ab 1907)                  | von Ollon (AOMC ab 1907)                  |
| U-Bahn-Strecke · Strecke von links | | von Brig (JS ab 1878, SBB seit 1902)      | von Brig (JS ab 1878, SBB seit 1902)      |
| U-Bahn-Bahnhof · Bahnhof | 0,0 | Aigle JS                                  | 404 m ü. M.                               |
| U-Bahn-Strecke · Strecke nach links | | nach Lausanne (JS ab 1878, SBB seit 1902) | nach Lausanne (JS ab 1878, SBB seit 1902) |
| U-Bahn-Haltepunkt / Haltestelle | 0,6 | Place du Centre                           | Place du Centre                           |
| U-Bahn-Bahnhof | | Pont de la Grande-Eau                     | Pont de la Grande-Eau                     |
| U-Bahn-Abzweig ehemals geradeaus und nach links | | zum Depot, nach Leysin                    | zum Depot, nach Leysin                    |
| U-Bahn-Haltepunkt / Haltestelle (Strecke außer Betrieb) | 1,3 | Parqueterie                               | Parqueterie                               |
| U-Bahn-Kopfbahnhof Streckenende (Strecke außer Betrieb) | 1,9 | Grand Hôtel Aigle                         | 481 m ü. M.                               |

Die Strassenbahn Aigle CFF–Aigle Grand Hôtel, auch Tram Aigle genannt, bis 1902 Strassenbahn Aigle JS–Aigle Grand Hôtel, war eine Strassenbahnstrecke in Aigle im Chablais im Kanton Waadt, die im Besitz der Aigle-Leysin-Bahn (AL) war und von ihr zwischen 1900 und 1932 betrieben wurde. Danach wurde die Zufahrtsstrecke zum Hotel eingestellt und nur noch die Strecke bis zum Depot mit Strassenbahnwagen befahren, welche die Zahnradbahnzüge zwischen dem Bahnhof Aigle CFF und dem Beginn der Zahnradbahnstrecke beförderten. Seit 1946 verkehren die Züge nach Leysin ab dem Bahnhof Aigle CFF mit Fahrzeugen für gemischten Adhäsions- und Zahnradbetrieb, sodass die Strassenbahnwagen nicht mehr benötigt wurden.

## Geschichte
Die Strassenbahn wurde als Zubringer zum Grand Hôtel Aigle des Bains gebaut. Der Besitzer des 1872 eröffneten Hotels suchte nach einer Möglichkeit, seine Gäste vom Bahnhof zum Hotel zu transportieren. Ursprünglich sollte die Aigle-Sépey-Diablerets-Bahn eine Haltestelle beim Hotel erhalten, der Bahnbau verzögerte sich aber bis 1913. Das Hotel wurde deshalb mit einer Strassenbahn an den Bahnhof der Jura-Simplon-Bahn angebunden, die gleichzeitig auch die Verbindung zur Talstation der Zahnradbahn nach Leysin herstellte, die sich beim Depot der Zahnradbahn befand. Die Strassenbahn nahm am 5. Mai 1900 den Betrieb auf. Ab August beförderte sie auch die Wagen der Zahnradbahn auf dem Abschnitt Bahnhof–Depot, da diese über keinen eigenen Antrieb für das Befahren der Adhäsionsstrecke verfügten.
Wegen der Weltwirtschaftskrise blieben die Gäste des Hotels aus, sodass der Strassenbahnbetrieb zum Hotel im August 1932 eingestellt wurde, die Strecke von Aigle CFF nach Leysin stand weiterhin in Betrieb. Das Hotel schloss seine Pforten 1934. Während des Zweiten Weltkrieges diente das Hotel als Flüchtlings- und Truppenunterkunft, bevor es 1947 abgebrochen wurde. Die Strassenbahnstrecke von Pont de la Grande-Eau wurde bereits zwei Jahre zuvor zurückgebaut.

## Betrieb

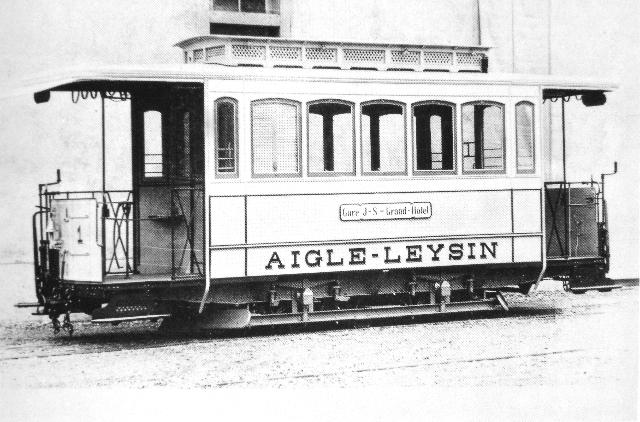
Ce 2/2 Nr. 1 der Aigle–Leysin-Bahn

Die Strassenbahn wurde mit drei zweiachsigen Motorwagen betrieben. Hersteller war die Schweizerische Industrie-Gesellschaft (SIG) aus Neuhausen am Rheinfall, wobei die elektrische Ausrüstung von der Compagnie de l’industrie électrique (CIE) aus Genf stammte. Damit die Wagen sicher auf der Steilstrecke zum Hotel halten konnten, waren sie mit Klauenbremse ausgerüstet. Bei diesem System griffen mit Krallen versehene Bremsschuhe in Eichenbalken, die entlang des Gleises in die Strasse eingelassen waren.
Die Strassenbahnwagen hatten nicht nur die Aufgabe, die Strecke zwischen dem Bahnhof und dem Grand-Hôtel zu bedienen, sondern beförderten auch die Wagen der Zahnradbahn zwischen dem Bahnhof und dem Depot. Diese Aufgabe erfüllten sie auch noch, als der Strassenbahnbetrieb zum Hotel eingestellt worden war.  Die Triebwagen wurden erst mit der Umstellung der Strecke Aigle–Leysin auf 1500 V und der Einführung von Fahrzeugen für gemischten Adhäsions- und Zahnradbetrieb überflüssig und wurden 1946 abgebrochen.